# Matsura Takanobu (samouraï)
Ne doit pas être confondu avec Matsura Takanobu (daimyo).
Matsura Takanobu (松浦 隆信, 1529-1er avril 1599) ou Taqua Nombo est un samouraï du XVIe siècle et 25e daimyo héréditaire du clan Matsura de Hirado. Il ne doit pas être confondu avec Matsura Takanobu (même orthographe, mêmes kanjis), 3e daimyo du domaine de Hirado à l'époque du shogunat Tokugawa.
Matsura Takanobu est l'un des plus puissants seigneurs féodaux de Kyūshū et l'un des premiers à permettre les échanges avec les Européens, en particulier les Portugais, par l'intermédiaire desquels il amasse de grands profits dans l'importation d'armes à feu occidentales. Il est aussi un hôte précoce et familier des jésuites qui, espère-t-il, peuvent influencer une augmentation du commerce avec les Portugais et autres commerçants européens.

## Biographie
Après être devenu seigneur de Hirado en 1543, Matsura Takanobu, âgé de 15 ans, est conseillé par Yasumasa Toyohisa. Celui-ci est un samouraï bien connu et cousin du seigneur précédent du domaine de Hirado et, sous sa direction, le domaine de la famille Koteta s'accroît pour inclure une grande partie de Ikitsuki, avec les îles de Takushima, Ojika, Noshima ainsi que les zones de Kasuga, Shishi et Iira dans Hirado. La même année, il s'allie avec un puissant chef wakō, l'invite à vivre à Hirado et permet à son groupe de dominer les îles périphériques au large de Kyūshū.
Durant les années 1550, il est engagé dans une farouche rivalité avec le clan Ōmura, rival de Ōmura Sumitada converti au christianisme, qui participe aussi au commerce avec les Portugais. Cette rivalité dure plus de trois décennies et bien après la retraite de Takanobu, jusqu'à ce qu'Ōmura finalement devienne l'escale portuaire portugaise après avoir cédé Nagasaki aux Jésuites en 1580.
Bien que tolérant vis-à-vis du mouvement des kirishitan (son obligé Koteda Yasumasa est le premier samouraï à se convertir au catholicisme en 1551), il expulse les jésuites de son domaine en 1558. L'évangélisation des partisans des jésuites entraîne la destruction de trois temples bouddhistes et des objets de culte sont jetés à la mer. Un discours prononcé par un prêtre zen de Yasumandake contre le père Gaspar Vilela donne lieu à des manifestations de plusieurs foules de fidèles bouddhistes jetant des pierres sur trois églises de la région et, dans un cas, renversant la croix d'une église. Cette flambée de violence religieuse force Takanobu à demander à Vilela de partir. Il contraint ensuite Kato Saemon, seigneur du district de Motofure, à la retraite à Nagasaki en raison de la pression de ses frères.
En 1568, il démissionne en faveur de son fils Matsura Shigenobu. Son petit-fils, également nommé Matsura Takanobu, est baptisé en 1591. Matsura Takanobu meurt en 1599.